# DeepBurner
DeepBurner（ディープバーナー）はAstonsoftが開発するCD/DVDライティングソフトウェア。CD-R、CD-RW、DVD-R、DVD-RW、DVD+R、DVD+RW、DVD-RAMに対応する。ISOイメージからの書き込み、ISOイメージの作成も行える。無料のFree版と有料のPro版があり、Pro版はDVD-Videoや写真アルバムの書き込み機能、バックアップユーティリティやディスク複製ユーティリティを搭載する。
Free版にはUSBメモリ上で動作可能なポータブル版も用意されている。

## バージョン履歴
| バージョン番号                 | 公開日         | 備考        |
| ------------------------------ | -------------- | ----------- |
| DeepBurner 1.1                 |                |             |
| 1.1.0.73 Free                  | 2003年11月28日 | 初公開      |
| 1.1.4.143 Pro                  | 2004年9月26日  | Pro版を導入 |
| 1.8.0.224 Free & 1.8.0.225 Pro | 2006年3月24日  |             |
| 1.9.0.228 Pro & Free           | 2008年3月18日  |             |